# Zalla
Zalla ist eine Stadt und Gemeinde im Norden Spaniens. Sie gehört zur Provinz Bizkaia im Baskenland. Die Gemeinde wird vom Rio Cadagua durchflossen; sie liegt knapp 20 Kilometer (Luftlinie) westlich von Bilbao.
Bahnverbindungen gibt es auf der Regionalstrecke R 4 León – Bilbao der Eisenbahngesellschaft FEVE. Die Nahverkehrsverbindung auf dem Abschnitt bis Balmaseda wird tagsüber halbstündig betrieben. Ferner fahren mehrere Buslinien der Gesellschaft Bizkaibus über Zalle.
| Bevölkerungsentwicklung von Zalla zwischen 1877 und 2007 |       |       |       |       |       |       |       |       |       |       |       |       |       |       |       |        |
| 1877                                                     | 1900  | 1910  | 1920  | 1930  | 1940  | 1950  | 1960  | 1970  | 1981  | 1991  | 1996  | 2000  | 2002  | 2005  | 2007  | 2011   |
| 1.382                                                    | 2.194 | 2.842 | 3.453 | 3.733 | 3.698 | 4.131 | 5.004 | 5.615 | 7.027 | 7.307 | 7.503 | 7.804 | 7.872 | 8.712 | 9.693 | 10.414 |